# وزارة الشحن وسياسة الجزر (اليونان)

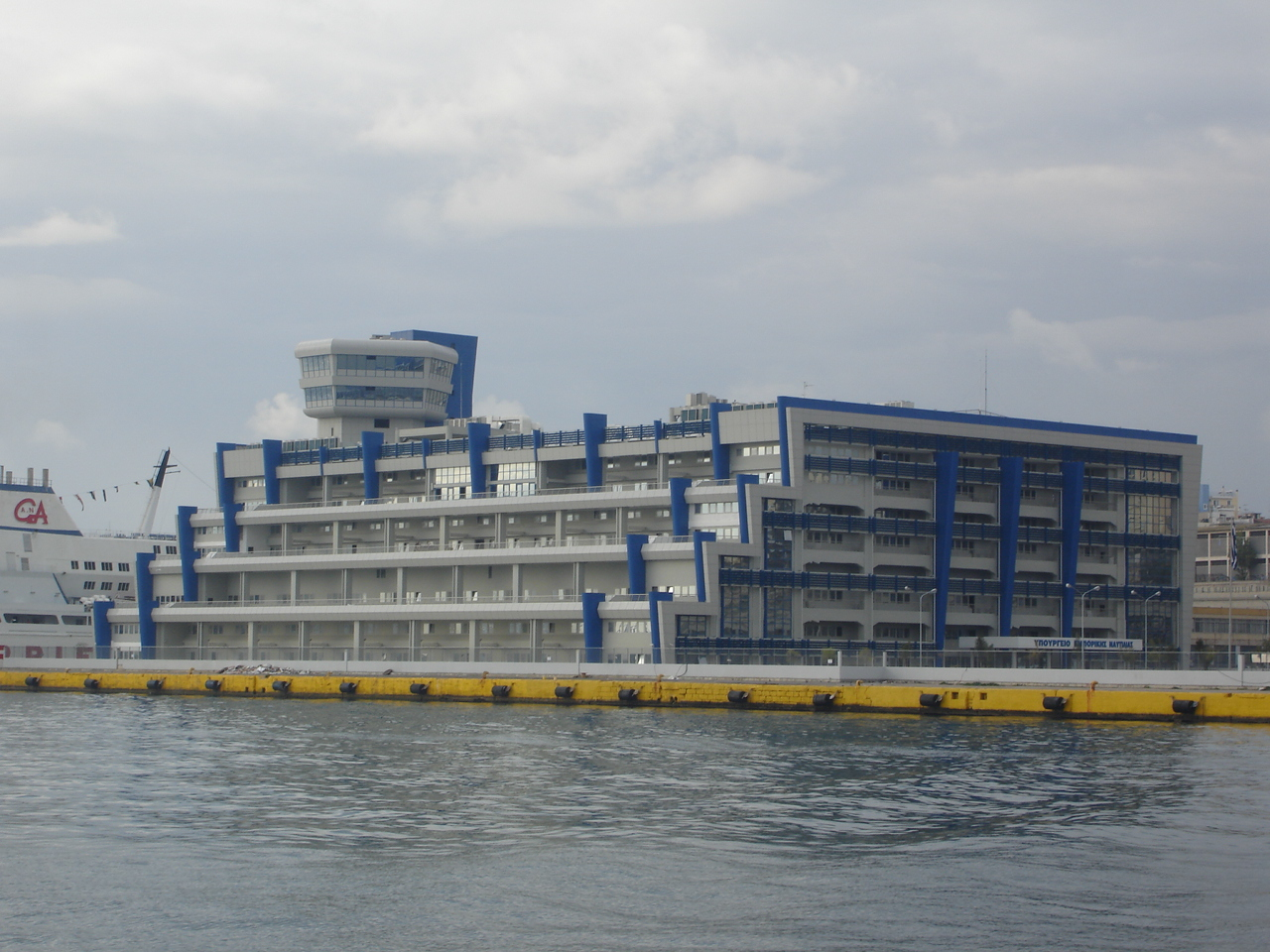
مقر وزارة الشحن بميناء بيرايوس.

وزارة الشحن والسياسة الجزرية (باليونانية: Υπουργείο Ναυτιλίας και Νησιωτικής Πολιτικής) هي وزارة في اليونان مسؤولة عن إدارة قطاعي النقل البحري والشحن في البلاد، فضلاً عن تطوير السياسات المتعلقة بالجزر العديدة في البلاد. تشرف الوزارة أيضًا على إنفاذ القوانين واللوائح البحرية، وسلامة المياه والسواحل اليونانية.

## المهام
وزارة الشحن وسياسة الجزر مسؤولة عن مجموعة من المهام والقضايا المُتعلقة بالصناعات البحريَّة والشحن في اليونان، وتطوير السياسات الخاصة بجزرها. بعض الوظائف:
- إدارة وتعزيز البحرية التجارية اليونانية وعمليات الشحن التجاري، بما في ذلك تدريب الموظفين، وسلامة السفن، وتنظيم الصناعة.
- الإشراف على تطوير وتنفيذ السياسات المتعلقة بالجزر اليونانية، ومعالجة قضايا مثل النقل والبنية التحتية والاقتصادات المحلية.
- تنسيق جهود الأمن البحري والاستجابة لحالات الطوارئ البحرية.
- إدارة الموانئ والمرافئ اليونانية، بما في ذلك تطوير البنية التحتية وصيانتها.

## قائمة الوزراء

### وزارة الشحن وسياسة الجزر (منذ سبتمبر 2015)
| اسم                    | تولى منصبه     | ترك المكتب     | حزب                 | ملحوظات                                                                       |
| ---------------------- | -------------- | -------------- | ------------------- | ----------------------------------------------------------------------------- |
| تودوريس دريتساس        | 23 سبتمبر 2015 | 5 نوفمبر 2016  | سيريزا              | الحكومة الثانية لأليكسيس تسيبراس                                              |
| باناجيوتيس كورومبليس   | 5 نوفمبر 2016  | 29 أغسطس 2018  | سيريزا              | الحكومة الثانية لأليكسيس تسيبراس                                              |
| فوتيس كوفيليس          | 29 أغسطس 2018  | 9 يوليو 2019   | سيريزا              | الحكومة الثانية لأليكسيس تسيبراس                                              |
| ايوانيس بلاكيوتاكيس    | 9 يوليو 2019   | 26 مايو 2023   | الديمقراطية الجديدة | حكومة كيرياكوس ميتسوتاكيس                                                     |
| ثيودور كلياريس         | 26 مايو 2023   | 27 يونيو 2023  | مستقل               | مجلس الوزراء المؤقت ليوانيس سارماس                                            |
| ميلتياديس فارفيتسيوتيس | 27 يونيو 2023  | 12 سبتمبر 2023 | الديمقراطية الجديدة | استقالة الحكومة الثانية لكرياكوس ميتسوتاكيس بسبب جريمة القتل في ميناء بيرايوس |
| كريستوس ستيليانيدس     | 12 سبتمبر 2023 |                | الديمقراطية الجديدة | الحكومة الثانية لكرياكوس ميتسوتاكيس                                           |

## روابط خارجية
- الموقع الرسمي باللغة اليونانية